# راندي ماكميلان
راندي ماكميلان (بالإنجليزية: Randy McMillan)‏ هو لاعب كرة قدم أمريكية أمريكي، ولد في 17 ديسمبر 1958 في هافر دي غريس في الولايات المتحدة.